# 147th Attack Wing
La 147th Attack Wing (147 ATKW) est une unité de la Garde nationale aérienne du Texas (en), stationnée sur l'Ellington Field Joint Reserve Base, à Houston, au Texas. Si elle est activée au service fédéral, l'unité est acquise par le Air Combat Command.
Le 111th Attack Squadron (en), affecté au 167th Operations Group, est une organisation descendante de la Première Guerre mondiale, du 111th Aero Squadron, créé le 14 août 1917. Il est réformé le 29 juin 1923, comme 111th Observation Squadron, et est l'un des 29 premiers escadrons d'observation de l'Army National Guard formée avant la Seconde Guerre mondiale.

## Présentation
La 147th Attack Wing effectue des missions de soutien au combat 24 heures sur 24, 7 jours sur 7, via des communications par satellite avancées, assurant ainsi la surveillance, la reconnaissance et le soutien aérien aux forces américaines et alliées. En effectuant des sorties de soutien au combat, le 147 ATKW fournit au théâtre et au commandement des moyens essentiels de renseignement, de surveillance et de reconnaissance en temps réel, ainsi que des munitions et des capacités de frappe air-sol. Un escadron d'opérations d'appui aérien colocalisé fournit le contrôle terminal pour l'emploi d'armes dans un scénario d'appui aérien rapproché.

## Unités
La 147th Attack Wing se compose des unités suivantes :
- 147th Operations Group

111th Attack Squadron (en)
111th Weather Flight
147th Operations Support Squadron
147th Operations Group Detachment One (JBSA-Randolph)
147th Air Support Operations Squadron (en)
- 147th Maintenance Group

147th Aircraft Maintenance Squadron
147th Maintenance Operations Flight
147th Munitions Flight
- 147th Mission Support Group

147th Civil Engineer Squadron
147th Communications Flight
147th Force Support Squadron
147th Logistics Readiness Squadron
147th Security Forces Squadron
- 147th Medical Group

## Historique
En 1957, le 111th Fighter-Interceptor Squadron de la Garde nationale aérienne du Texas, stationné à Ellington Air Force Base, près de Houston, est autorisé à s'étendre à un niveau de groupe sous la 136th Air Defense Wing (en). Le 1er juillet 1957, le Bureau de la Garde nationale étend la reconnaissance fédérale au 147th Fighter-Interceptor Group. Le 111th FIS est réaffecté du 136th Fighter-Interceptor Group au 147th FIG, devenant ainsi l'unité navigante du nouveau groupe. Les escadrons de soutien de la 147th FIG sont le 144th Headquarter, le 144th Material Squadron, le 144th Combat Support Squadron et le 144th USAF Dispensary.

### Défense aérienne
Initialement équipé d'intercepteurs F-86D Sabre, en juin 1959, l'escadron échange ses F-86D contre le F-86L Sabre amélioré avec des moteurs à postcombustion améliorés et une nouvelle électronique. En août 1960, l'unité devient l'une des premières à passer à l'intercepteur Mach-2 tout-temps F-102A Delta Dagger et assure une alerte à 24 h pour garder la côte du golfe du Texas.
En août 1961, dans le cadre d'une réorganisation de l'Air Defense Command, l'affectation du groupe à la 136th Air Defense Wing prend fin lorsque la 136th est transférée au Tactical Air Command. Le 147th est directement affecté à la Garde nationale aérienne du Texas, tout en étant gagné opérationnellement par la 33d Air Division (en) de l'Air Defense Command.
Le 1er janvier 1970, l'unité est re-désignée comme le 111th Combat Crew Training Squadron et a sert d'unité de formation pour les personnels de la garde nationale aérienne pour le TF/F-102A, en 1971, lorsque la Air Force cesse la formation sur F-102A et ferme Perrin AFB le 30 juin 1971, le 111th FIS basé à Houston devient l'unité de formation pour tous les pilotes de F-102 de l'Air Defense Command, et l'escadron reçoit plusieurs appareils biplace TF-102A qui sont transférés de Perrin AFB, tout en conservant la fonction de formation aux instruments sur T-33A. L'un des pilotes passant par le TF/F-102A au 111th est le 1er lieutenant George W. Bush, futur gouverneur du Texas et futur président des États-Unis.

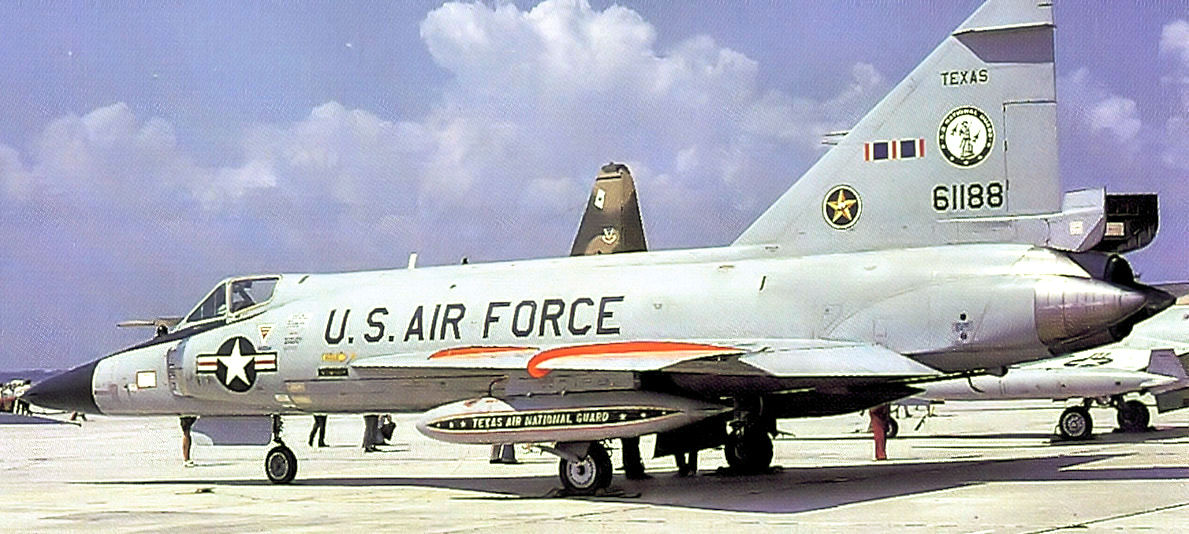
Convair F-102A-65-CO Delta Dagger du 111th Fighter Interceptor Squadron

En mai 1971, le 111th reçoit le F-101B/F Voodoo et devient unité formatrice sur F-101F biplace, tout en continuant à être également unité formatrice sur F-102 Delta Dagger. En janvier 1975, après 14 ans de service, les F-102 de l'unité sont retirés du service, mais l'unité maintient une flotte complète de F-101.
Le 111th exploite également le détachement 1 de la 147th FIW à La Nouvelle-Orléans. Le détachement est distinct de l'unité car il maintient une alerte constante face à Cuba.
En octobre 1979, dans le cadre de la mise en sommeil de l'Aerospace Defense Command, l'US Air Force récupère les responsabilités de commandement qui sont transférées au Tactical Air Command et à une sous-organisation équivalente à une force aérienne numérotée désignée sous le nom de Air Defense, Tactical Air Command (en) (ADTAC). En 1982, les F-101 sont retirés du service et l'ADTAC équipe le 111th avec le McDonnell F-4C Phantom II afin qu'il poursuive sa mission de défense aérienne. La plupart des F-4C reçus par l'escadron sont des avions vétérans de la guerre du Viêt Nam. En novembre 1986, les F-4C ont été remplacés par des F-4D plus récents.
En décembre 1989, le 111th FIS commence à recevoir des avions F-16A/B Fighting Falcon bloc 15 pour remplacer leurs F-4D. Le dernier F-16 arrive en avril 1990.
En 1992, quelques années seulement après l'acquisition de leur bloc 15, les appareils sont convertis à la variante ADF de ce même bloc. Le 15 mars 1992, le 111th FIS est renommé 111th Fighter Squadron lorsque son 147th Fighter Group est converti. En 1992 également, la 111th FS célèbre son 75e anniversaire. En septembre 1995, le 111th FS met fin à son détachement d'alerte à la Nouvelle-Orléans avec le F-101 Voodoo, le 147th est converti en escadre et le 111th Fighter Squadron est affecté au nouveau 147th Operations Group.

### Missions avec ses chasseurs tactiques
À la fin de 1996, le 111th commence à verser ses F-16 ADF à l'AMARC. Pour remplacer ces avions, l'escadron reçoit le F-16C/D Fighting Falcon bloc 25. La transition commence en septembre 1996 et s'achève en février 1997. Cela entraîne un changement de rôle qui se produit officiellement en octobre 1998. Le rôle passe d'une mission air-air à une mission air-sol. Après son retour d'une mission dans le cadre de l'Opération Southern Watch sur la base aérienne Prince Sultan, en Arabie saoudite, en octobre 2000, l'unité ajoute des munitions à guidage de précision à son arsenal.

### Guerre mondiale contre le terrorisme

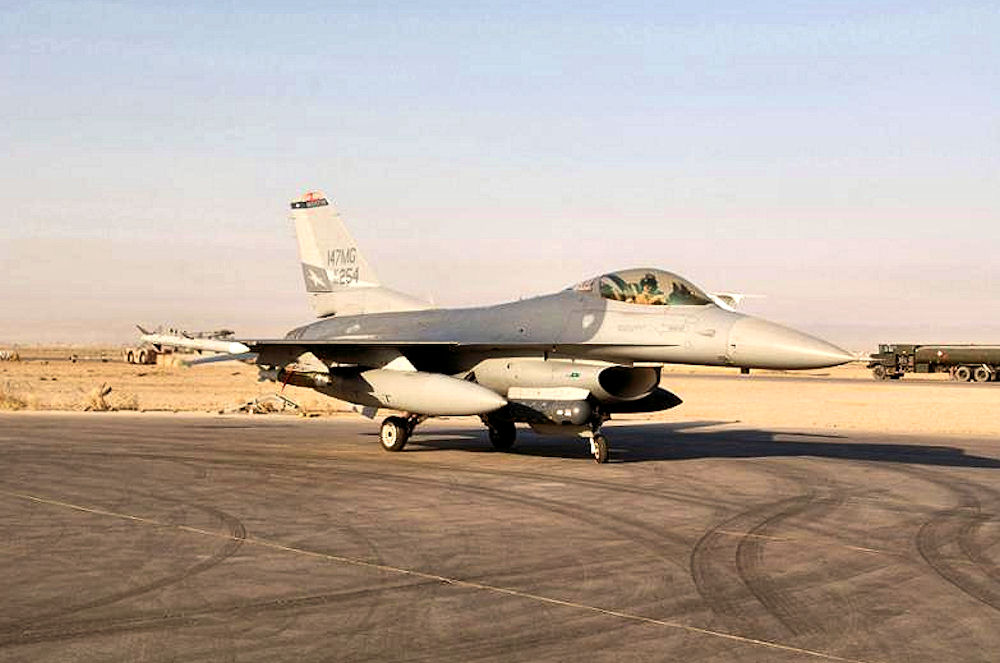
F-16C Block 25E Fighting Falcon sur la base de Balad, en Irak avec le 111th EFS.

À la suite des attentats terroristes du 11 septembre 2001, quatre avions du 111th Fighter Squadron sont envoyés pour escorter le président George W. Bush, à bord de Air Force One de la Floride à la Louisiane, puis au Nebraska et enfin à Washington DC le même jour. En décembre 2001, le 111th se déploie à Atlantic City, dans le New Jersey, pour effectuer des missions de patrouille aérienne au-dessus de New York, de Philadelphie et de Washington DC dans le cadre de l'opération Noble Eagle.
En août 2005, des éléments du 111th Fighter Squadron et de la 147th Fighter Wing sont déployés sur la base aérienne de Balad (en), en Irak, pour mener des opérations de combat dans le cadre de l'opération Iraqi Freedom et de la guerre mondiale contre le terrorisme.
En avril 2007, des éléments du 111th Fighter Squadron et de la 147th Fighter Wing sont de nouveau déployés sur la base aérienne de Balad (en), en Irak, pour la guerre en Irak.

### Restructuration dans le cadre du BRAC 2005
Lors de la Base Realignment and Closure Commission de 2005, il est recommandé que les F-16 Block 25 soient retirés du service. Le gouverneur du Texas, Rick Perry, réagit rapidement et s'assure que l'unité puisse rester active prévoyant d'équiper l'unité de MQ-1 Predator.
Comme prévu en 2005, le 111th FS abandonne ses deux derniers F-16 le 7 juin 2008. Le MQ-1 remplace le F-16 et l'unité mère est rebaptisée 147th Reconnaissance Wing le même mois.

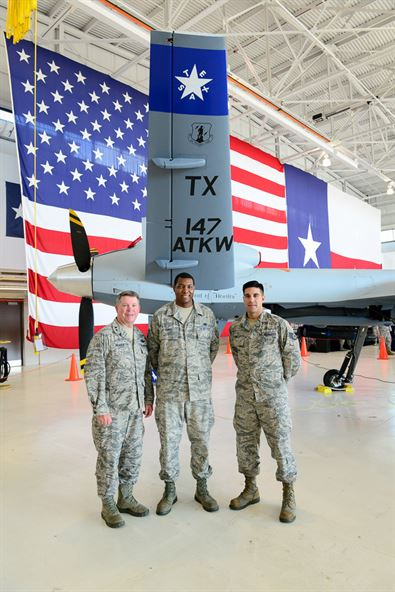
Reaper de la 147th Attack Wing

Le 111th RS reçoit son premier MQ-9 Reaper le 28 juillet 2017, et l'unité mère est renommée 147th Attack Wing peu de temps après.

## Lignée

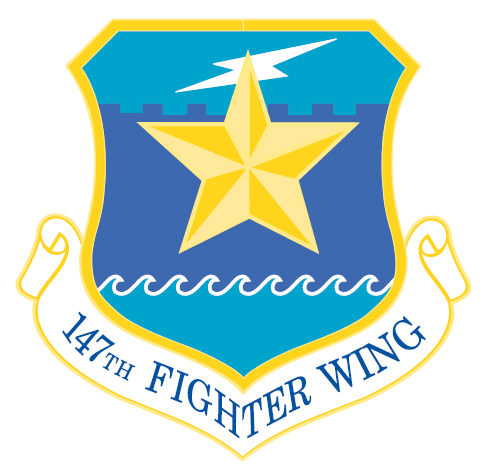
Emblème de la 147th Fighter Wing

- Crée sous le nom de 147th Fighter Group et affecté à l'Air National Guard en 1957

Reconnaissance fédérale étendue le 1er juillet 1957
Renommé 147th Fighter Group, 10 mars 1992
Statut passe de Group à Wing, 1er octobre 1995
Renommé 147th Fighter Wing, 1er octobre 1995
Renommée 147th Reconnaissance Wing, 1er juillet 2008
Renommée 147th Attack Wing, 2017

### Gestion
- 136th Air Defense Wing (en), 1er juillet 1957
- Texas Air National Guard (en), 1er septembre 1961

Géré par: 33d Air Division (en), Air Defense Command
Géré par: Oklahoma City Air Defense Sector (en), Air Defense Command, 25 juin 1963
Géré par: 31st Air Division (en), Air Defense Command, 1er avril 1966
Géré par: 31st Air Division (en), Aerospace Defense Command, 15 janvier 1968
Géré par: Fourteenth Air Force, Aerospace Defense Command, 31 décembre 1969
Géré par: 20th Air Division (en), Aerospace Defense Command, 1er juillet 1973
Géré par: Air Defense, Tactical Air Command (en) (ADTAC), 1er octobre 1979
Géré par: Southeast Air Defense Sector (en) (SEADS), First Air Force (en), 1er juillet 1987
Géré par: Air Combat Command, depuis le 1er octobre 1996

### Composantes
- 147th Operations Group, depuis le 1er octobre 1995
- 111th Fighter-Interceptor (plus tard Fighter, Reconnaissance) Squadron (en), 1er juillet 1957 – Présent

### Bases
- Ellington Air Force Base, Houston, Texas, 1er juillet 1957
- Ellington Air National Guard Base, Houston, Texas, 1er juillet 1976

Désignée : Ellington Field Joint Reserve Base, Houston, Texas, depuis 1991

### Appareils
| - F-86D Sabre, 1957 - 1959 - F-86L Sabre, 1959 - 1960 - TF/F-102A Delta Dagger, 1960 - 1975 - F-101B/F Voodoo, 1971 - 1982 - RF-4C Phantom II, 1974 | - F-4C Phantom II, 1982 - 1987 - F-4D Phantom II, 1987 - 1989 - F-16A/B Fighting Falcon Block 15, 1989 - 1996 - F-16C/D Fighting Falcon Block 25, 1996 - 2008 - MQ-1B Predator, 2008 - 2017 - MQ-9 Reaper, depuis 2017 |